# أحمد مدغري
أحمد مدغري، هو سياسي جزائري ولد 23 جويلية 1934 في وهران وعثر عليه ميتا يوم 10 ديسمبر 1974 في الجزائر العاصمة.
أصله من ولاية سعيدة وكان والده ناشط في الاتحاد الديمقراطي للبيان الجزائري ثم في حزب الشعب الجزائري-MTLD، وهناك قضى طفولته قبل الحصول على شهادة البكالوريوس في معسكر في عام 1954، التحق بالمقاومة في مقر ولاية 5، تحت قيادة هواري بومدين في وجدة. بعد الاستقلال أصبح وزير الداخلية لمدة 12 عاماً، من عام 1962 حتى وفاته في عام 1974.

## المناصب التي شغلها
- عضو مجلس الثورة عام 1965-1974
- وزير الداخلية عام 1962-1964 ثم 1965-1974
- وزير المالية عام 1969-1970